# フリックフラックスパイダー
フリックフラックスパイダー（学名：Cebrennus rechenbergi）はアシダカグモ科のクモの一種である。

## 分布
モロッコのシェビ砂漠に生息。

## 形態
体長はオスは14〜19mm、メスは19mm、体色は薄い茶色。

## 生態
夜行性で、日の出前に蛾を食べている。日中、敵から守る為に、糸で砂を筒状にくっつけた巣で過ごしている。危険を感じたい際、最初は威嚇するが、由来の通りバク転で逃走する。約40度であろうと、坂を駆け上がったり駆け下ったりできる。

## 人間との関わり
このクモの動きに基づいた農業、海底、火星調査用のロボットが開発されるバイオミテックスが期待される。